# Veronika Čamková
Veronika Čamková (27 febbraio 1996) è un'ex sciatrice freestyle e sciatrice alpina ceca.

## Biografia
A inizio carriera la Čamková ha gareggiato nel freestyle, specialità ski cross, prendendo parte ad alcune gare tra il 2011 e il 2012 l'ultima delle quali è stata anche il suo debutto in Coppa del Mondo, il 23 dicembre a San Candido (35ª). Nello sci alpino ha iniziato a prendere parte a gare FIS dal dicembre del 2011, ha preso parte a tre edizioni dei Mondiali juniores (17ª nella combinata a Soči/Roza Chutor 2016 il miglior piazzamento) e ha esordito in Coppa Europa il 20 gennaio 2015 a Zell am See in slalom speciale, senza completare quella che sarebbe rimasta la sua unica gara nel circuito; si è ritirata durante la stagione 2020-2021 e la sua ultima gara è stata uno slalom gigante universitario disputato il 13 febbraio a Bílá v Beskydech. Non ha debuttato in Coppa del Mondo e non ha preso parte a rassegne olimpiche o iridate.

## Palmarès

### Freestyle

#### Campionati cechi
- 1 medaglia:
  - 1 argento (ski cross nel 2012)

### Sci alpino

#### Campionati cechi
- 6 medaglie:
  - 6 bronzi (slalom speciale nel 2014; slalom speciale nel 2015; slalom gigante nel 2016; slalom speciale nel 2017; slalom speciale nel 2019; combinata nel 2020)